# Rifugio Camillo Giussani
Das Rifugio Camillo Giussani oder nur Rifugio Giussani (deutsch Giussani-Hütte) ist eine Schutzhütte der Sektion Cortina d’Ampezzo des Club Alpino Italiano in den Tofanen in den Ampezzaner Dolomiten.

## Lage
Die Schutzhütte liegt auf 2580 m s.l.m. in der Forcella Fontananegra, dem großen Joch zwischen der Tofana di Rozes (3225 m) und der Tofana di Mezzo (3244 m). Am Rifugio Giussani führt der Dolomiten-Höhenweg 1 vorbei.

## Geschichte

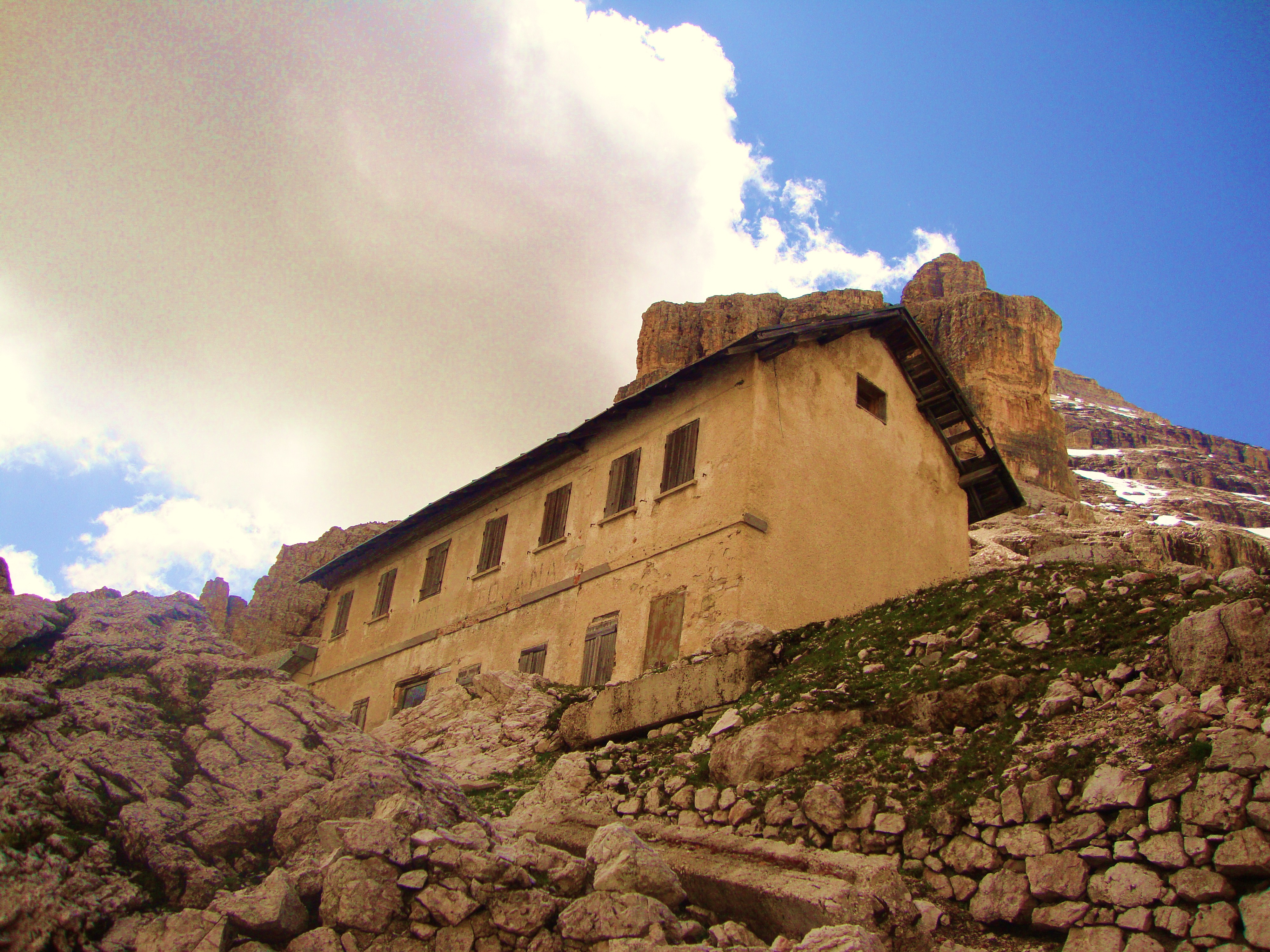
Das ehemalige Rifugio Cantore

Am 16. August 1886 wurde die erste Hütte mit dem Namen Tofanahütte von der Sektion Ampezzo des Deutschen und Österreichischen Alpenverein (DÖAV) an der Forcella Fontananegra eingeweiht. Sie war damit die erste Schutzhütte in den Tofanen und wurde im Ersten Weltkrieg zerstört.
Nach Ende des Krieges wurde von der neu gegründeten Sektion Cortina des Club Alpino Italiano (CAI) eine in der Nähe liegende italienische Kriegsbaracke als Schutzhütte hergerichtet. Diese neue Hütte konnte am 5. September 1921 als Rifugio Cantore eröffnet werden und war dem Alpini-General Antonio Cantore gewidmet, der bei einer Frontinspektion im Juli 1915 von einem österreichisch-ungarischen Scharfschützen an der Forcella Fontananegra erschossen worden war.
Am 17. September 1972 eröffnete schließlich die heutige Hütte, welche komplett neu erbaut und nach dem Bergsteiger Camillo Giussani benannt wurde.
In den 1990er Jahren wurden die  Überreste der alten Tofane-Hütte in ein Winterbiwak umgewandelt. Die ehemalige Cantore-Hütte wird dagegen nicht mehr genutzt und ist verlassen.

## Zustiege
- Vom Rifugio Dibona, 2083 m ⊙ auf Weg 403 in 1 ½ Stunden
- Von der Strada Regionale 48 – Pian dei Menis, 1975 m ⊙ auf Weg 412, 403 in 2 ¼ Stunden
- Von Fiàmes – Pian de Lòa, 1314 m ⊙ auf Weg 10, 401, 403 in 5 bis 5 ½ Stunden

## Nachbarhütten
- Zum Rifugio Lagazuoi, 2752 m ⊙ auf Weg 403, 404, 402, 401  in 3 bis 3 ½ Stunden
- Zum Bivacco della Pace, 2758 m ⊙ auf Weg 403, 17 in 5 Stunden
- Zur Capanna Ra Valles, 2475 m ⊙ auf nicht nummerierten Weg in 3 Stunden

## Touren
- Tofana di Dentro in 3 Stunden
- Tofana di Mezzo in 3 Stunden
- Tofana di Rozes in 2,5 Stunden[3]

### Klettersteige
- Formenton Klettersteig (B/C)[4]
- Gianni Aglio (D) und Giuseppe Olivieri Klettersteig (D)[5]
- Grotta di Tofana (B)[6]
- Klettersteig degli Alpini (C/D)[7]
- Lipella Klettersteig (C/D)[8]
- Ra Bujela Klettersteig (C)[9]
- Ra Pegna Klettersteig (B)[10]
- Scala del Menighel (B/C)[11]
- Sentiero Ferrato Maria Luisa Astaldi (A/B)[12]
- Tomaselli Klettersteig[13]

### Klettern
Im Umfeld der Hütte gibt es einige Kletterrouten, insbesondere mehrere Routen auf die Tofana di Rozes.

## Karten und Literatur
- Tabacco-Karte 1:25.000, Blatt Nr. 03, Cortina d'Ampezzo e Dolomiti Ampezzane
- Stefano Ardito: I 100 Rifugi più belli delle Dolomiti. Iter, Subiaco 2017 ISBN 978-88-8177-272-8.
- Carlo Avoscan, Fabrizio Francescon (Hrsg.): Rifugi della provincia di Belluno. Cenni storici, accessi, traversate, ascensioni alla ricerca delle creature più belle delle Dolomiti. Provincia di Belluno, Dosson di Casier 2006.